# Środki trwałe
Środki trwałe – majątek jednostki, składnik rzeczowych aktywów przedsiębiorstwa, wyróżniający się następującymi cechami:
- długim czasem użytkowania (powyżej 1 roku),
- postacią rzeczową (w przeciwieństwie do wartości niematerialnych i prawnych),
- jest zdatny do użytku i używany na potrzeby jednostki.

Środki trwałe są zaliczane do rzeczowych aktywów trwałych. To składnik aktywów o przewidywanym okresie użytkowania dłuższym niż jeden rok, kompletny i zdatny do użytku w momencie ich przyjęcia do eksploatacji, przeznaczony na własne potrzeby jednostki lub oddany do używania innym jednostkom na podstawie najmu, dzierżawy lub innej umowy o podobnym charakterze.

## Rodzaje środków trwałych
Środkami trwałymi są w szczególności:
- nieruchomości (np. grunty, budynki, budowle, lokale stanowiące odrębną nieruchomość, ich części lub udziały (w tym prawo użytkowania wieczystego gruntu)),
- budynki, lokale i obiekty inżynierii lądowej i wodnej,
- urządzenia techniczne i maszyny,
- środki transportu (tylko w przypadku, gdy właścicielem pojazdu jest firma, lub gdy pojazd jest w leasingu finansowym)[2],
- inne środki trwałe (inwentarz żywy).

## Klasyfikacja środków trwałych
Ewidencję środków trwałych prowadzi się z podziałem na grupy, podgrupy i rodzaje. Klasyfikacja Środków Trwałych to usystematyzowany zbiór obiektów majątku trwałego służący m.in. do celów ewidencyjnych, ustalania stawek odpisów amortyzacyjnych.
Zasady podziału są skorelowane z KŚT, która wyodrębnia na pierwszym szczeblu podziału klasyfikacyjnego 10 następujących jednocyfrowych grup środków trwałych:
- Grupa 0 – Grunty
- Grupa 1 – Budynki i lokale oraz spółdzielcze prawo do lokalu użytkowego i spółdzielcze własnościowe prawo do lokalu mieszkalnego
- Grupa 2 – Obiekty inżynierii lądowej i wodnej
- Grupa 3 – Kotły i maszyny energetyczne
- Grupa 4 – Maszyny, urządzenia i aparaty ogólnego zastosowania
- Grupa 5 – Maszyny, urządzenia i aparaty specjalistyczne
- Grupa 6 – Urządzenia techniczne
- Grupa 7 – Środki transportu
- Grupa 8 – Narzędzia, przyrządy, ruchomości i wyposażenie, gdzie indziej nie sklasyfikowane
- Grupa 9 – Inwentarz żywy

## Wycena środka trwałego
Wartość początkową stanowiącą cenę nabycia lub koszt wytworzenia środka trwałego powiększają:
- koszty jego ulepszenia, polegającego na przebudowie, rozbudowie, modernizacji lub rekonstrukcji i powodującego, że wartość użytkowa tego środka po zakończeniu ulepszenia przewyższa posiadaną przy przyjęciu do używania wartość użytkową, mierzoną okresem używania, zdolnością wytwórczą, jakością produktów uzyskiwanych przy pomocy ulepszonego środka trwałego, kosztami eksploatacji lub innymi miarami.

Wartość początkową środków trwałych zmniejszają:
- odpisy amortyzacyjne dokonywane w celu uwzględnienia utraty ich wartości, na skutek używania lub upływu czasu.

Wycena wstępna środka trwałego może odbyć się według jednego z pięciu kryteriów:
- ceny zakupu – ceny zapłaconej za składnik, zmniejszonej o wartość bonifikat, upustów i rabatów, uwzględniającą podatek VAT
- ceny nabycia – ceny zakupu powiększoną o dodatkowe koszty zw. z zakupem (np. załadunek, transport, montaż, instalacja, szkolenie itp.)
- kosztów wytworzenia – kosztów zw. z wytworzeniem środka trwałego. Do kosztów wytworzenia wliczamy koszty bezpośrednie (badania geodezyjne, prace badawcze, wynagrodzenia dla pracowników budowy itp.), oraz koszty pośrednie (odsetki od kredytów zaciągniętych na budowę, koszty zarządu odpowiedzialnego za budowę itp.)
- wartości rynkowej – wartości takiego samego lub podobnego charakterem składnika, który można by nabyć za określoną cenę w określonym miejscu i czasie.
- wartości godziwej – wartości, po jakiej dwie dobrze poinformowane strony są w stanie zawrzeć transakcję na prawach transakcji rynkowej.

Istnieje również pojęcie ceny sprzedaży netto – ceny, za jaką można uzyskać taki sam lub podobny charakterem składnik, pomniejszonej o podatek VAT oraz o przeciętną marżę handlową. To kryterium nie jest brane pod uwagę przy wycenie wstępnej środków trwałych.

## Zużycie środka trwałego
Zużycie środka trwałego jest odzwierciedlane przez amortyzację, która jest kosztem przedsiębiorstwa rozliczanym co miesiąc, oraz umorzenie, czyli wartość dotychczas zamortyzowanej części środka trwałego. Umorzenie koryguje wartość środka trwałego, doprowadzając ją do wartości netto.

## Odpisy amortyzacyjne
Odpisów amortyzacyjnych od środka trwałego dokonuje się drogą systematycznego, planowego rozłożenia jego wartości początkowej na ustalony okres amortyzacji. Rozpoczęcie amortyzacji następuje nie wcześniej niż po przyjęciu środka trwałego do używania, a jej zakończenie – nie później niż z chwilą zrównania wartości odpisów amortyzacyjnych lub umorzeniowych z wartością początkową środka trwałego lub przeznaczenia go do likwidacji, sprzedaży lub stwierdzenia jego niedoboru, z ewentualnym uwzględnieniem przewidywanej przy likwidacji ceny sprzedaży netto pozostałości środka trwałego.
Przyjmuje się, że okresy i wynikające z tego stawki amortyzacji używanych przez jednostkę środków trwałych oraz wartości niematerialnych i prawnych zgodne są z okresami i stawkami określonymi obowiązującymi przepisami ustawy o podatku dochodowym od osób prawnych.
Składniki rzeczowego majątku trwałego są amortyzowane miesięcznie wg metody liniowej amortyzacji.
Na dzień przyjęcia środka trwałego lub wartości niematerialnej i prawnej do używania ustala się okres i stawkę amortyzacji. Poprawność stosowanych okresów i stawek amortyzacji środków trwałych jest przez jednostkę okresowo weryfikowana i powoduje odpowiednią korektę dokonywanych w następnych latach obrotowych odpisów amortyzacyjnych.
Odpisy, o których mowa powyżej, dotyczące środków trwałych, których wycena została zaktualizowana na podstawie odrębnych przepisów, zmniejszają odniesione na kapitał z aktualizacji wyceny różnice spowodowane aktualizacją wyceny. Ewentualną nadwyżkę odpisu nad różnicami z aktualizacji wyceny zalicza się do pozostałych kosztów.